# Paul Gentizon
Paul Gentizon, né à Yvorne le 14 novembre 1885 et mort à Lutry le 18 août 1955, est un journaliste suisse.
Correspondant du Temps de Paris, il est l'auteur de nombreux livres et articles sur l'Italie, la Bulgarie, la Grèce, la Roumanie et la Turquie ainsi que d'un livre intitulé La Résurrection géorgienne (1921). Il a été le confident d'Atatürk et de Mussolini.

## Publications
- La Résurrection géorgienne, (1921)
- La conquête de l'Éthiopie, Paris, Éditions Berger-Levrault, 1936, 295p.
- L'Allemagne en Guerre et l'Europe de demain, 1941.
- La Revanche d'Adoua, Éditions Berger-Levrault, 1936, 262 p.

## Biographie
- Olivier Decottignies, « Un correspondant de presse en Turquie : Paul Gentizon ou l’Orient en marche », dans Turcs et Français : Une histoire culturelle, 1860-1960, Presses universitaires de Rennes, coll. « Histoire », 16 mai 2019 (ISBN 978-2-7535-5976-9, lire en ligne), p. 195–211.